# Huish Champflower
Huish Champflower is een civil parish in het bestuurlijke gebied Somerset West and Taunton, in het Engelse graafschap Somerset met 301 inwoners.